# Kladanj
Kladanj – miasto w Bośni i Hercegowinie, w Federacji Bośni i Hercegowiny, w kantonie tuzlańskim, siedziba gminy Kladanj. W 2013 roku liczyło 4026 mieszkańców, z czego większość stanowili Boszniacy.
Jest położony w północno-wschodniej Bośni, na wysokości 560 m n.p.m., nad rzeką Drinjačą, 43 km na południe od Tuzli.